# Museo Histórico-Arqueológico de Doña Mencía
El Museo Histórico-Arqueológico de Doña Mencía es un museo de gestión y propiedad municipal ubicado en la localidad de Doña Mencía, en la provincia de Córdoba, España. 
La creación del museo por el ayuntamiento se acordó en la sesión extraordinaria del 26 de mayo de 1980 para la conservación y difusión el patrimonio histórico y la cultura, así como para facilitar la formación y acceso de los ciudadanos a su historia. La colección del museo está integrada por restos arqueológicos de más de 300 yacimientos de la provincia que van desde el Paleolítico hasta la Edad Media, divididos en dos secciones, una de arqueología y otra de etnología. 
Contiene una importante colección de elementos microlaminares de sílex tallado, y otros en hueso, catalogados como del Epipaleolítico, en torno a hace unos 10.000 años; dos ídolos en piedra caliza, en forma de doble hacha y con decoración incisa, procedentes de El Laderón y fechables en torno al 2.000 a. C.; una tumba de tradición argárica, que conserva un ajuar compuesto por una espada corta de bronce, un cuenco de cerámica y otros elementos de piedra tallada y pulimentada, fechada hacia el 1.800 a. C.; un cipo con la leyenda VIATOR VIAM PUBLICAM DEXTRA PETE, fechado hacia finales del siglo II a comienzos del siglo III d. C.; y una exposición numismática, con monedas indígenas, íbero-romanas, romanas, tanto republicanas como del Alto y Bajo Imperio y árabes. 

## Fuente
El contenido de este artículo incorpora material de una Histórico-Arqueológico de Doña Mencía entrada de Cordobapedia, publicada en español bajo la licencia GFDL hasta el 31 de julio de 2009 y Creative Commons Atribución Compartir-Igual a partir del 1 de agosto de 2009.
- Datos: Q93380471